# بطولة العالم للبيتزا
بطولة العالم للبيتزا هو حدث يعقد سنويًا لتحديد أفضل صانعي البيتزا في العالم. بدأت في عام 1991 والتي تنظمها مجلة بيتزا إي باستا إيطاليانا ومجلة بيتزا نيو. في عام 2008، تنافست أكثر من 20 دولة في مهرجان للبيتزا من خلال إعدادها، وإضفائها نكهة، وخبزها، وتقديمها. تشمل تلك المسابقات التي تقدم أسرع صانعي البيتزا في العالم وألعابًا بهلوانية حرة وأكبر امتداد للعجين. (سالسوماجيوري ترمي) في مدينة بارما الإيطالية، هي موقع تلك المسابقات، على الرغم من أن العديد من المدن الأخرى تدّعي كذلك أنها موطن لألعاب البيتزا الدولية بما في ذلك نابولي وباريس.
واحدة من مناطق الجذب الرئيسية للبطولة هو وجود ملكة جمال إيطاليا (ميس إيطاليا)، التي تتوج الفائزين (بيتزايولوس أو صانعو البيتزا). هو أكبر عرض للبيتزا في العالم مع وجود أكثر من 6500 سلسلة مطاعم ومالكي العلامات التجارية من جميع أنحاء العالم. يتم دعوة الفائزين في قاعة المشاهير وفي بعض الأحيان للتحكيم على بطولة العالم القادمة للبيتزا. كما يفوزوا بجائزة نقدية مجموعها حوالي 10000 دولار. هناك فئات مختلفة يتم تقديمها بما في ذلك أفضل بيتزا نباتي، وأفضل بيتزا لحم، وأكثر من ذلك. في نهاية المسابقة، يتم اختيار أفضل بيتزا بشكل عام. من يفوز لا يحصل فقط على الجوائز العظيمة ولكن أيضا يتلقى التسويق المجاني لأنفسهم أو لأعمالهم. سيحصل العمل أو صاحب العمل على جائزة وحق التباهي، من يفوز بأكبر مسابقة بيتزا في العالم. واحد من أكبر الأسماء هو (توني جيمنياني) الذي فاز بالبطولة مرات عديدة.